# Casa de la Paz
| Casa de la Paz (foto sacada desde el mirador de la Casa de la Libertad, que no se muestra). |                |
| Nombre coreano |                |
| Hangul | 평화의집       |
| Romanización revisada | Pyeonghwauijip |
| Mapas del área de seguridad conjunta |                |
| |                |
| Leyenda - Rojo: Línea de demarcación militar - Negro uniforme: Edificios bajo administración norcoreana - Con borde negro: Edificios bajo administración conjunta de las Naciones Unidas y Corea del Sur |                |

La Casa de la Paz intercoreana es una instalación situada en el lado sur del área de seguridad conjunta de la zona desmilitarizada de Corea. Se utiliza como sede de las negociaciones de paz entre Corea del Norte y Corea del Sur, y para dicho fin se alterna con el Pabellón de la Unificación, en el lado norte de la misma área de seguridad conjunta. Antes de la Guerra de Corea, el área de seguridad conjunta era una localidad llamada Panmunjom.

## Edificio

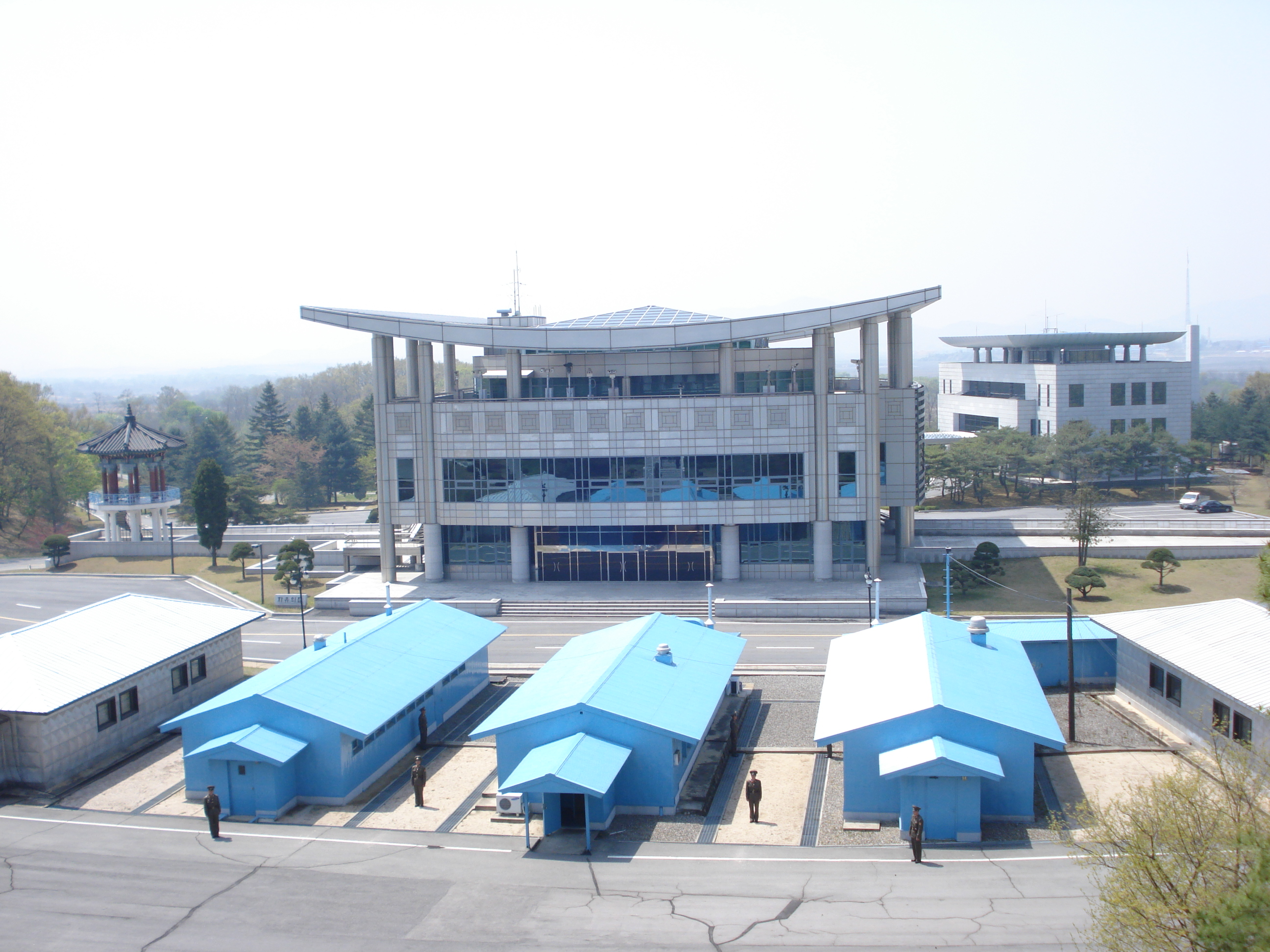
En esta foto orientada al sur, soldados norcoreanos hacen guardia entre los edificios bajo el mando de las Naciones Unidas (pintados de azul) y los edificios bajo el mando de Corea del Norte (pintados de blanco) que se extienden a lo largo de la línea de demarcación que divide en dos la localidad de Panmunjom. Al fondo se encuentra la Casa de la Libertad; más al fondo y a la derecha, la Casa de la Paz.

La Casa de la Paz es un edificio de tres plantas suya construcción culminó el 19 de diciembre de 1989. Está designado exclusivamente para usos no militares. Se encuentra en territorio surcoreano, aunque bajo jurisdicción de las Naciones Unidas, y se emplea para albergar negociaciones de paz entre las dos Coreas. Es la sede de la cumbre intercoreana de 2018, celebrada en abril.
Tiene una superficie de 998 metros cuadrados. La primera planta consta de dos habitaciones destinadas a la prensa y a conferencias de delegados, la segunda contiene una sala de reuniones que ocupa gran parte del espacio disponible y la tercera contiene dos habitaciones de las que una se emplea como comedor. Se han instalado micrófonos y un circuito cerrado de televisión en la sala de conferencias norte-sur de manera que las reuniones se pueden monitorizar en tiempo real desde la Casa Azul de Seúl.

## Usos

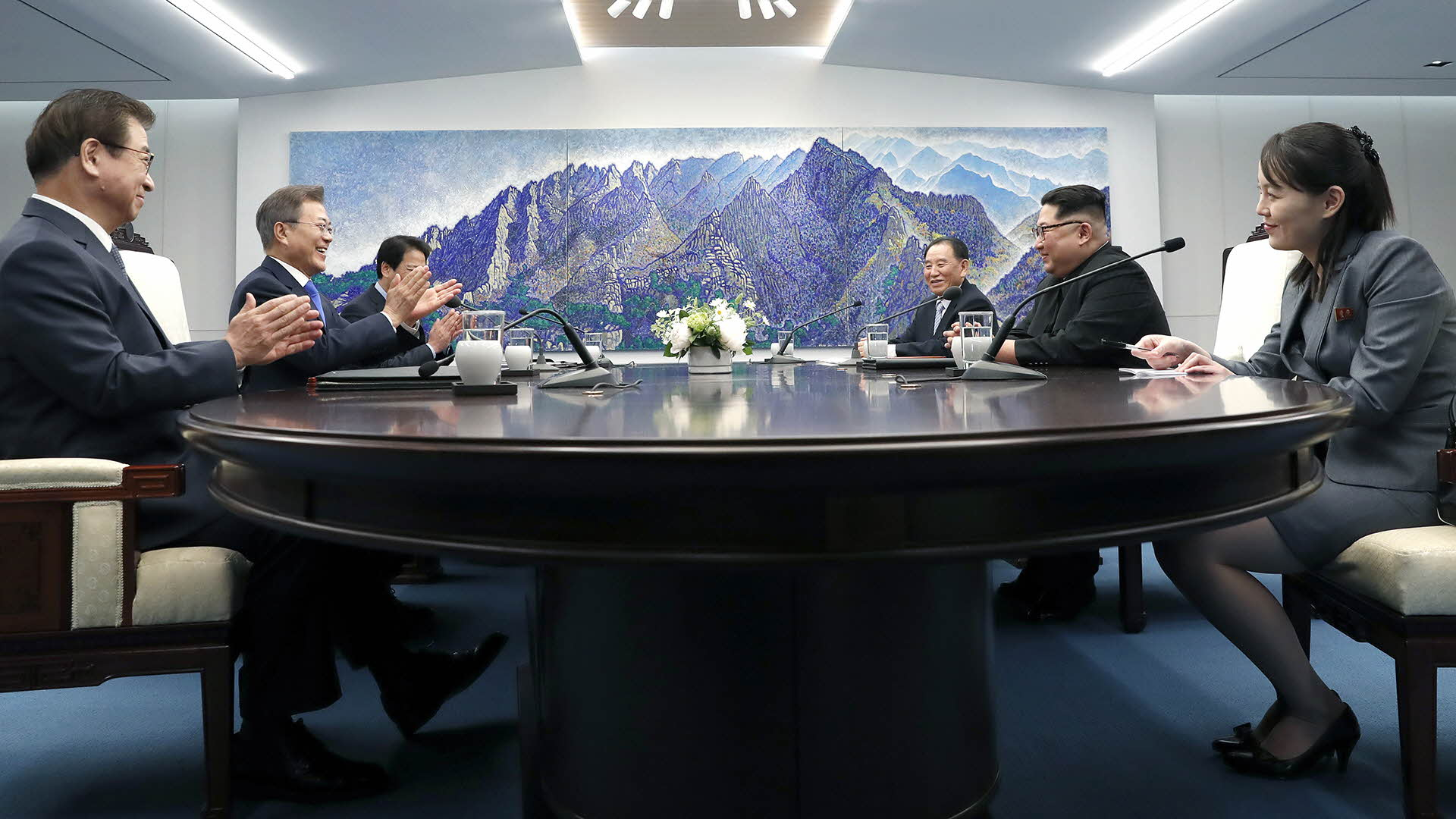
Kim, Moon y otros alrededor de la mesa de conferencias en la sala de reuniones entre jefes de Estado de la Casa de la Paz, el 27 de abril de 2018.

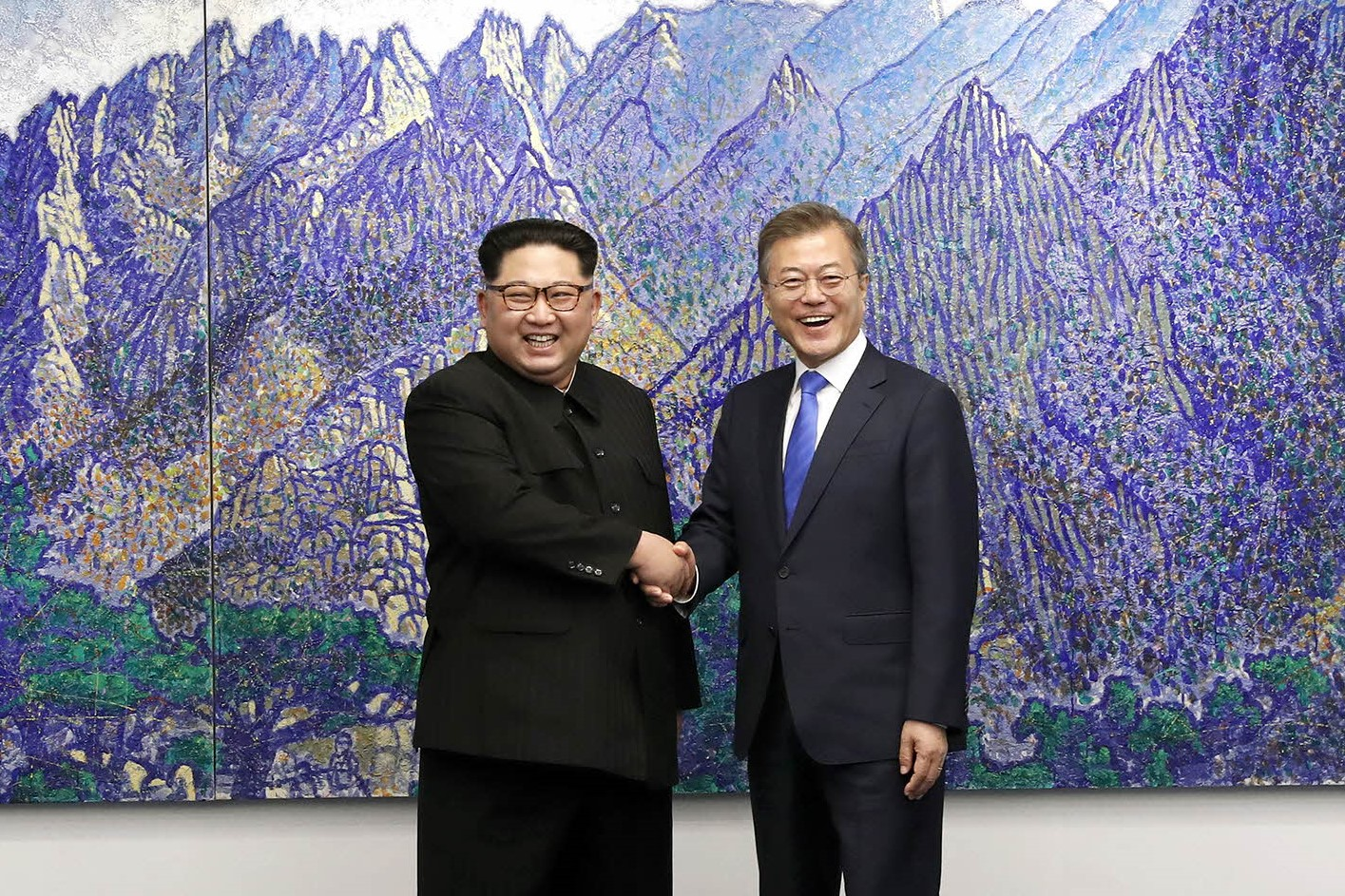
El líder norcoreano Kim Jong-un y el presidente surcoreano Moon Jae-in se dan un apretón de manos en la Casa de la Paz.

La Casa de la Paz es un área neutral que ya utilizaron las administraciones de Park Geun-hye y Lee Myung-bak como lugar de reuniones.
En agosto de 2015, el jefe de la Agencia de Seguridad Nacional Kim Kwan-jin se reunió en la Casa de la Paz con el presidente del Politburó de Corea del Norte.
El 9 de enero de 2018, Kwon Hyok Bong, director de la Oficina de Artes y Espectáculos del Ministerio de Cultura de Corea del Norte, y la cantante y subdelegada Hyon Song-wol, se reunieron con sus homólogos surcoreanos en la Casa de la Paz, y posteriormente el 15 de enero en el Pabellón de la Unificación para negociar sobre la participación intercoreana en los Juegos Olímpicos de Invierno en Pyeongchang (Corea del Sur).
Las dos Coreas se volvieron a poner de acuerdo para reunirse en la Casa de la Paz en la cumbre intercoreana de 2018, que tuvo lugar el 27 de abril.